# Lazarakia

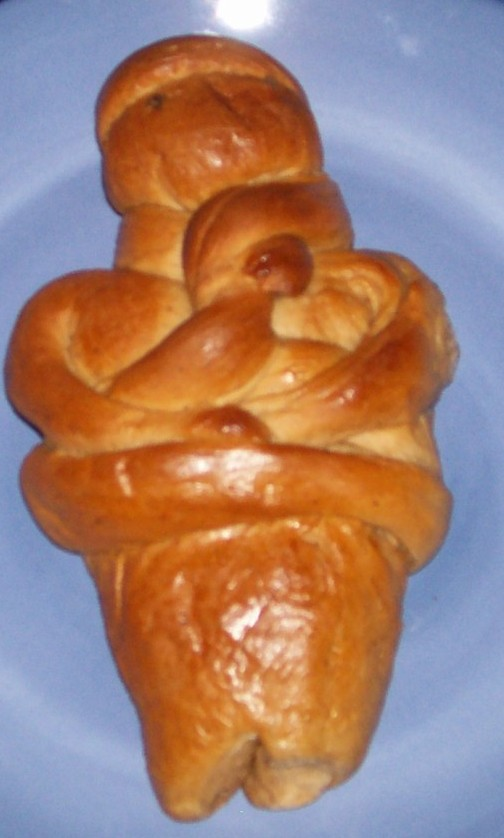
Un lazarakia.

El lazarakia (en griego λαζαράκια) es un pan de especias hecho por los cristianos ortodoxos griegos el Sábado de Lázaro (el sábado con el que comienza la Semana Santa). Se usa para recordar el milagro de Jesús levantando a Lázaro de entre los muertos. Contiene muchas especias dulces y es apto para la Cuaresma, pues no contiene huevo ni productos lácteos. El lazarakia tiene forma de hombre (que se supone es Lázaro), con boca y clavos de olor a modo de ojos. A diferencia del tsoureki, el lazarakia no se pinta con huevo ni mantequilla para darle una terminación glaseada.
- Datos: Q3220047